# Ludvík Svoboda
Ludvík Svoboda (født 25. november 1895, landsbyen Hroznatín i Mähren, død 20. september 1979, Prag) var en tjekkoslovakisk nationalhelt som kæmpede i begge verdenskrige og senere blev præsident i Tjekkoslovakiet mellem 1968 og 1975.